# David Stockton

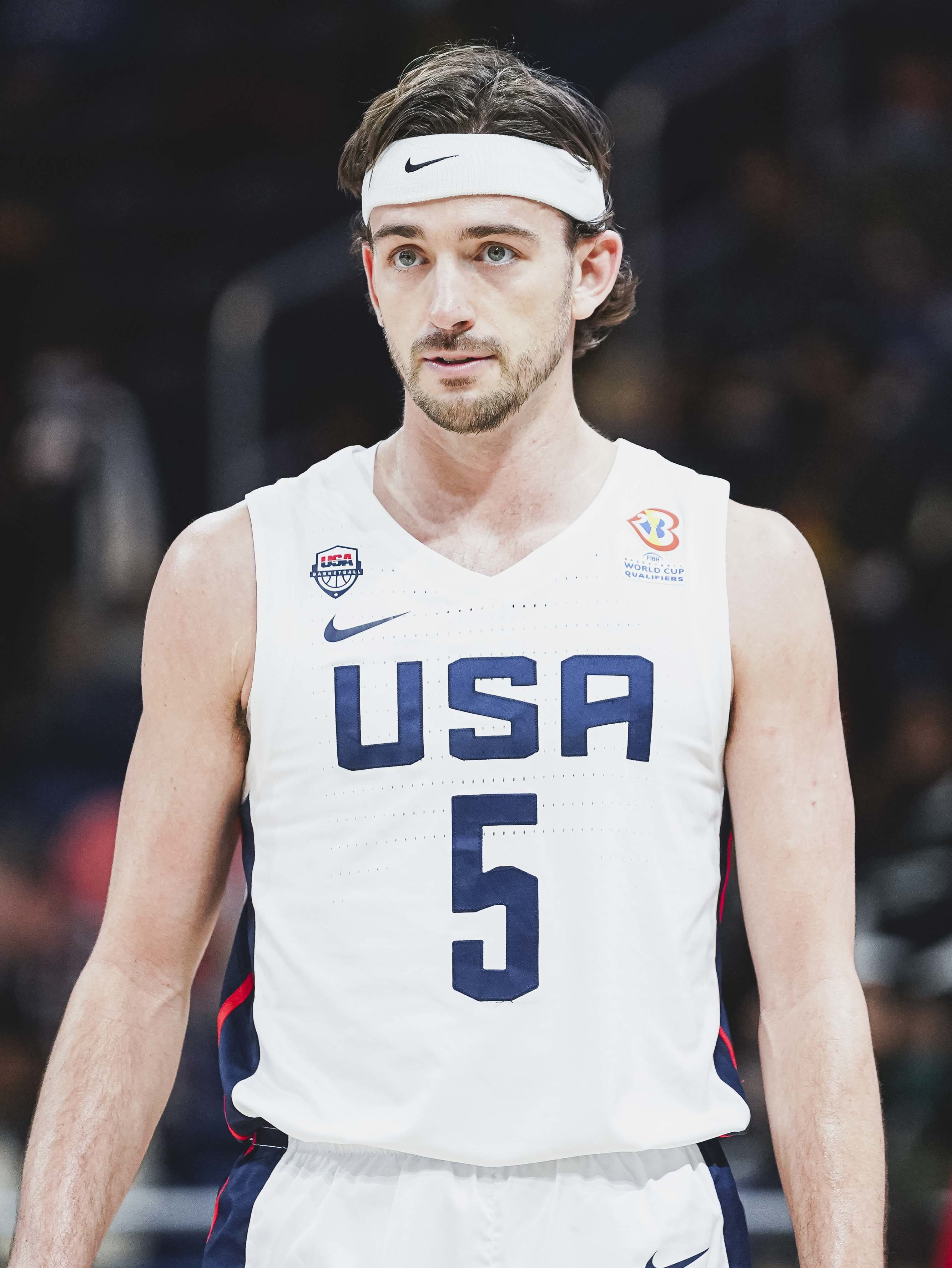
David Stockton, 2022.

David James Stockton, född 24 juni 1991 i Spokane i Washington, är en amerikansk professionell basketspelare (PG) som spelar för Phoenix Suns i National Basketball Association (NBA). Han har tidigare spelat för Sacramento Kings och Utah Jazz.
Stockton har även spelat som proffs i Kroatien, Nya Zeeland (Australien), Tyskland och Puerto Rico.
Han blev aldrig NBA-draftad.
Innan Stockton blev proffs studerade han vid Gonzaga University och spelade för deras idrottsförening Gonzaga Bulldogs.
Han är son till John Stockton.